# Stephen P. Synnott
Stephen P. Synnott (sinh năm 1946) là một nhà thiên văn học người Mỹ và là nhà khoa học của chương trình Voyager làm việc tại Phòng Thí nghiệm Sức đẩy Phản lực. Ông còn là một chuyên gia về kỹ thuật dẫn đường quang học của tàu vũ trụ. Ông có công trong việc phát hiện một số vệ tinh tự nhiên của các hành tinh nằm ở vòng ngoài của Hệ Mặt Trời như Metis, Puck, Larissa (phát hiện lại), Cressida, Thebe và Proteus.

## Vinh danh
Tiểu hành tinh 6154 Stevesynnott, khám phá bởi Henry E. Holt vào năm 1990, được đặt theo tên của Synnott để vinh danh ông. Tên gọi này đã được thông qua và công bố bởi Trung tâm Hành tinh vi hình vào ngày 1 tháng 6 năm 1996 (M.P.C. 27461).